# Eleição para o Senado federal pela Carolina do Norte em 2008
A eleição para o senado do estado americano da Carolina do Norte foi realizada em 4 de novembro de 2008 em simultâneo com as eleições para a câmara dos representantes, para o senado, para alguns governos estaduais e para o presidente da república.
A senadora republicana Elizabeth Dole, concorreu para um segundo mandato, mas foi derrotada pelo democrata Kay Hagan. A eleição geral de novembro foi a primeira vez na história da Carolina do Norte, que duas mulheres dos principais partidos políticos foram adversárias na eleição geral.